# Vladímir Vóroshilov
Vladímir Yakovlevich Vóroshilov (en ruso: Влади́мир Я́ковлевич Вороши́лов, nacido como Vladímir Kolmanovich, 18 de diciembre de 1930 en Simferópol - 10 de marzo de 2001 en Peredélkino, óblast de Moscú) fue un escritor, productor y presentador del programa de televisión ¿Qué? ¿Dónde? ¿Cuándo?, y miembro de la Academia Rusa de Televisión. Desde 1989 fue presidente de la Asociación Internacional de Clubes.

## Biografía
Voroshilov nació como Vladímir Kolmanovich en Simferópol, hijo de un alto funcionario ministerial Yakov Davidovich Kolmanovich y su esposa Vera Borisovna, una costurera. En 1943 la familia fue evacuada a Moscú.
En Moscú, Voroshilov asistió a una escuela artística para niños superdotados, graduándose en la facultad de pintura en el Instituto Estatal de Arte de la República Socialista Soviética de Estonia. Más tarde estudió también en el Teatro de Arte de Moscú (MKhAT). En 1954, pasó un año en Alemania, como artista en el teatro del Grupo de Fuerzas Soviéticas en Alemania. Entre 1955 y 1965, con MKhAT, se involucró en el teatro operístico. Se convirtió en productor en el Contemporary y en el Taganka Theatre.

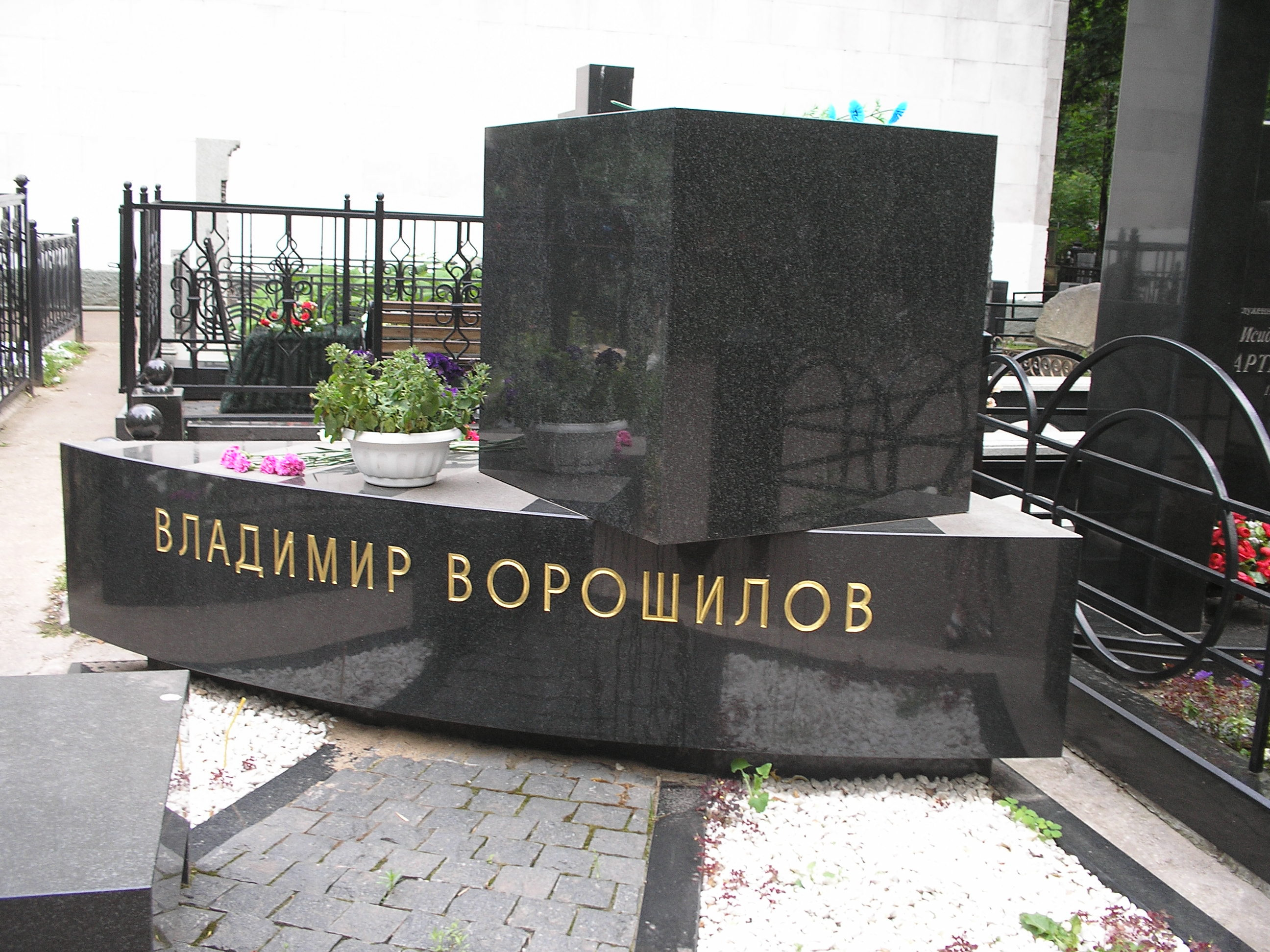
Monumento sobre una tumba.